# Sancho d'Avila
 (février 2024).
Si vous disposez d'ouvrages ou d'articles de référence ou si vous connaissez des sites web de qualité traitant du thème abordé ici, merci de compléter l'article en donnant les références utiles à sa vérifiabilité et en les liant à la section « Notes et références ».
Pour les articles homonymes, voir Ávila (homonymie).
Sancho d'Avila (21 septembre 1523 à Ávila - 1583 à Lisbonne) était un général espagnol.
Il fut le fils d'Antonio Blázquez Dávila, l'un des participants au siège de la forteresse de Fontarrabie (1521-1524), et d'Anne Daza. Il voyagea à Rome pour s'initier à la carrière ecclésiastique qu'il abandonna par la suite pour celle des armes.
Il débute celle-ci, en 1545, en luttant contre la Ligue de Smalkalde, en Allemagne. Il combattit également les turcs en Afrique du nord, ainsi que le pape Paul IV en Italie. En 1560 il participe à la défense de Djerba et y est capturé. Libéré en 1561, il est nommé capitaine d'infanterie le 15 juillet; toutefois des problèmes administratifs entraineront un retard dans la reconnaissance officielle de sa charge qui n'interviendra qu'en février 1563. En 1562 il est nommé au château de Pavíe, en Italie.

## Le service en Flandre
Durant la guerre de la Flandre il servit comme maître de camps des tercios. Commandant de la garde de Ferdinand Alvare de Tolède, il arrête le comte d'Egmont. Il occupa la même fonction sous Luis de Requesens. En 1569 il a été nommé gouverneur de la citadelle d'Anvers. En janvier 1570, pour son service en Flandre et grâce à l'intercession du duc d'Albe, Philippe II lui accorda l'habit de l'Ordre de Santiago. Quand la guerre de Quatre-Vingts Ans commence, d'Avila est d'abord vaincu à la bataille du Quesnoy. Il participe aux batailles de Dalen (1568), de Goes (1572), au siège de Middelbourg, à la bataille de Flessingue (1573), de Borsele, de Reimerswaal (1574), où une nouvelle tentative de sa part pour ravitailler la ville par mer provoque l'affrontement, il remporte la victoire de Mook sur Louis et Henry, frères de Guillaume Ier d'Orange-Nassau (1574) et participe au malheureux sac d'Anvers (1576).

## LeSac d'Anvers
Le 3 octobre 1576, les troupes hollandaises entrèrent dans la ville d'Anvers, dont les gouverneurs avaient ouvert les portes, et prirent des positions afin d'assaillir le château défendu par des troupes espagnoles commandées par Sancho Dávila. Malgré le fait que les troupes rebelles étaient beaucoup plus nombreuses, la garniture du château et les Espagnols qui sont venus à les secourir le 4 du même mois, se lancèrent à l'attaque par les rues de la ville provoquant la fuite des Hollandais. Quelques-uns se réfugièrent dans le conseil municipal que les Espagnols incendièrent. Le feu se propagea. Les Espagnols pillèrent alors la ville durant trois jours, les morts se comptant par milliers. Cet évènement tragique est connu sous le nom de « La Furie Espagnole » dans les pays protestants.

## Guerre au Portugal
Général des troupes de Philippe II d'Espagne durant la campagne de la crise de succession du Portugal (1580), comme maître de camps du duc d'Albe Fernando Álvarez de Toledo, il participe en 1580 à la bataille d'Alcántara (1580) où fut vaincu Antoine de Portugal ; le 24 octobre de la même année il prend Porto. En 1583 il reçoit une ruade de cheval. La blessure s'avère par la suite mortelle.